# Contribuição para o Desenvolvimento da Indústria Cinematográfica Nacional
A Contribuição para o Desenvolvimento da Indústria Cinematográfica Nacional, conhecida pela sigla Condecine, é um tributo brasileiro do tipo Contribuição de Intervenção no Domínio Econômico, instituído pela Medida Provisória 2.228-1, em 6 de setembro de 2001 e cobrado efetivamente desde 2002. O produto da sua arrecadação compõe o Fundo Setorial do Audiovisual (FSA).

## Modalidades

### Condecine-título
A Condecine-título incide sobre a exploração comercial de obras audiovisuais em cada segmento de mercado. A legislação brasileira estabelece como segmentos de mercado audiovisual:
- Salas de exibição
- Vídeo doméstico
- Comunicação eletrônica de massa por assinatura (TV por assinatura)
- Radiodifusão de sons e imagens (TV aberta)
- Outros segmentos

O valor a ser pago varia conforme o tipo da obra (publicitária ou não), a duração (curta, média ou longa-metragem), e o segmento.
A Agência Nacional do Cinema (Ancine) é responsável pela cobrança e fiscalização da Condecine-título. O pagamento é devido a cada ano, para obras publicitárias, e a cada cinco anos, para as não-publicitárias.
São isentas:
- As obras produzidas pelas próprias emissoras de TV que as exibem;
- As obras exibidas apenas em cidades com menos de 1 milhão de habitantes;
- As obras publicitárias de caráter filantrópico, ou de utilidade pública;
- A propaganda política;
- As chamadas e trailers de outras obras audiovisuais.

### Condecine-remessa
A Condecine-remessa constitui uma taxação de 11% sobre o envio "aos produtores, distribuidores ou intermediários no exterior, de importâncias relativas a rendimento decorrente da exploração de obras cinematográficas e videofonográficas ou por sua aquisição ou importação".
O valor devido pode ser aplicado pelas próprias empresas na co-produção de filmes brasileiros. Este mecanismo foi usado, por exemplo, pela programadora HBO para coproduzir as minisséries Mandrake e Filhos do Carnaval, e pela TNT para financiar a produção da série Queda Livre.
A Receita Federal é responsável pela cobrança e fiscalização da Condecine-remessa.

### Condecine-serviços
A Lei 12.485/2011 estabeleceu, entre outros dispositivos, a criação de uma nova modalidade de Condecine. A nova tributação deve ser paga a cada ano pelas empresas que exploram serviços de telecomunicações. A medida aumentou o volume da arrecadação da Condecine em cerca de R$ 400 milhões por ano.

## Destinação dos recursos
O texto original da Medida Provisória 2.228-1/2001 previa que a arrecadação da Condecine constituísse receita da Ancine. No entanto, a Lei 11.437, de 28 de dezembro de 2006, determinou que os valores fossem destinados ao Fundo Setorial do Audiovisual.